# Roller Coaster Rumbler
Roller Coaster Rumbler, a volte presentato come Rollercoaster Rumbler, è un videogioco sparatutto ambientato a bordo di montagne russe, pubblicato nel 1989 per Amiga, Atari ST, Commodore 64 e MS-DOS dalla Tynesoft. È caratterizzato da visuale tridimensionale in prima persona lungo un percorso predefinito; il genere venne più recentemente definito sparatutto su rotaia. Le edizioni originali, almeno per Amiga e ST, includono nella confezione un'audiocassetta con una colonna sonora metal. Le recensioni del gioco nelle versioni a 16 bit furono variabili, spesso non buone.

## Modalità di gioco
La visuale è fissa sul davanti della vettura, che avanza costantemente sui binari, con curve e saliscendi. Il giocatore controlla un mirino e deve colpire con un'arma da fuoco a munizioni limitate vari tipi di bersagli di natura geometrica e surreale. Possono partecipare due giocatori in simultanea, con un mirino a testa. Lo scenario è composto dalla struttura delle montagne russe, mentre i fondali sono quasi assenti.
Le versioni a 16 bit (Amiga, ST, DOS) hanno grafica vettoriale 3D a superfici piene. I bersagli possono trovarsi sui binari o tra gli archi che ogni tanto si attraversano, oppure sono oggetti volanti o strani velivoli. Alcuni elementi danneggiano gradualmente la vettura in caso di collisione, fino a provocarne il deragliamento e il game over. L'obiettivo di ogni livello è colpire un certo numero di bersagli prima di esaurire il tempo o le munizioni. Ci sono poche variazioni, a parte i tipi di oggetti incontrati.
Le versioni Amiga e ST consentono di variare la velocità della vettura e, in giocatore singolo, anche di sparare dal retro della vettura, cambiando a richiesta la visuale. Hanno inoltre un'opzione per avventurarsi in un paesaggio futuristico. La versione MS-DOS consente di giocare su una montagna russa normale oppure su una monorotaia, senza differenze negli obiettivi.
La versione Commodore 64 si differenzia maggiormente da tutte le altre e ha una visuale in prima persona molto più piccola e non vettoriale, mentre la metà superiore dello schermo mostra contemporaneamente una visuale in terza persona isometrica nelle vicinanze della vettura. I bersagli sono soltanto oggetti volanti che arrivano a ondate e non possono danneggiare la vettura.